# Nan'ao (subdistrict)
Nan'ao is een subdistrict in het zuidoosten van het district Longgang. Er wonen veel vissers in deze streek, het grootste dorp in de streek is Nanao. In Nanao zijn er veel visrestaurants, men kan daar dan vers zijn eigen vis kiezen. Er bestaat ook Nan'ao (eiland), dat vlak bij Chaozhou ligt.
Als het goed weer is kan men vanaf Nanao-dorp het eiland Pingchau (dat behoort tot Hongkong) zien.
Nanao heeft een zeedierenbeschermingscentrum in het oosten van de streek.
In deze streek spreekt men het Dapenghua, Bao'an-Hakka en Standaardkantonees als moedertaal.
In het midden van Nanao staat de berg Qiniangshan.
Dorpen:
- Nan'ao (dorp) 南澳
- Xinda 新大
- Shalinpeng 沙林棚
- Dongzhong 東沖
- Xizhong 西沖
- Shuitousha 水頭沙
- Dongyu 東漁
- Dongnong 東農
- Nannong 南農
- Bantianyun 半天云
- Dakang 大坑
- Dalugang 大鹿港
- Egong 鵝公